# Etelwold I
Etelwold I (Æthelwold I, Aethelwald; data urodzenia nieznana, zm. 1 sierpnia 984) – średniowieczny biskup Winchesteru, jeden z liderów reformy monastycznej w Anglii, święty kościoła katolickiego i anglikańskiego. Jako pierwszy przetłumaczył regułę św. Benedykta z łaciny na staroangielski.

## Tło historyczne
W IX wieku w średniowiecznej Anglii dał się zauważyć znaczny spadek zainteresowania życiem monastycznym. Przyczyną tego częściowo były zniszczenia klasztorów podczas ataków Duńskich, ale w znacznej mierze powszechne przekonanie, iż zwykły kapłan może lepiej służyć ludziom, bo jest ich bliżej. Zarazem życie mnisze pociągało za sobą duże koszty, a klasztory nie były w stanie same ich pokryć. Dopiero w połowie X wieku udało się zainteresować królów wsparciem finansowym dla klasztorów. Do czołówki propagandystów odnowy życia monastycznego należeli św. Etelwold, św. Dunstan i św. Oswald, wśród nich Etelwold jest uznawany za największego ekstremistę, a zarazem tego, który przyczynił się do odrodzenia nauki i sztuki.

## Pochodzenie i życie zakonne
Etelwold urodził się w szlacheckiej rodzinie w Winchesterze. Już jako młodzieniec trafił na służbę na dworze króla Athelstana. To właśnie król nakłonił go do przyjęcia święceń kapłańskich z rąk biskupa Winchester Alphege. Stało się to w tym samym dniu, kiedy przyjął święcenia św. Dunstan. Alphege przyjął na naukę młodego mnicha i wychowywał go w regule benedyktyńskiej. Następnie Etelwold przeniósł się do klasztoru w Glastonbury, którego opatem został właśnie Dunstan. Miał tam możliwość studiowania gramatyki, matematyki, sztuki, systemu miar i historii. Po zakończeniu studiów został dziekanem.
Kiedy na tronie Anglii zasiadł Edred, Etelwold zwrócił się do niego z prośbą o sfinansowanie wyjazdu do kontynentalnej Europy, dla zgłębienia historii i zasad życia benedyktyńskiego. Król odmówił, jednak wykorzystał zapał młodego mnicha i uczynił go opatem klasztoru w Abingdon. Klasztor ten, niegdyś prężnie działający, opustoszał i Etelwold musiał niemal od podstaw stworzyć zakon. Wybudował kościół, wyremontował budynek klasztoru i zgromadził grupę zakonników, wprowadzając regułę benedyktyńską.
W tym czasie zmarł król Edred, a jego sukcesor – Edwin wygnał dotychczasowego doradcę wuja, Dunstana. Również Etelwold popadł w niełaskę, jednak w latach 955–959 zachowały się dowody jego uczestnictwa w sądach młodego króla. Był również wychowawcą i nauczycielem następcy tronu – Edgara, któremu wpajał szacunek dla reguły benedyktyńskiej. Kiedy Edgar objął tron, Etelwold znalazł się w gronie jego osobistych doradców i sygnatariuszy wielu królewskich aktów nadawczych.

## Biskup Winchesteru
W dniu 29 listopada 963 roku Etelwold został wyświęcony na biskupa przez Dunstana na życzenie króla Edgara i objął diecezję Winchester. W 964 roku, za cichą zgodą króla Edgara i przy wsparciu jego żołnierzy, zastąpił duchownych z Winchester braćmi z klasztoru w Abingdon. Następnie skupił się na reaktywacji życia monastycznego i odzyskiwaniu utraconych niegdyś ziem, należących do kościoła. Udało mu się na powrót zapełnić żarliwymi mnichami klasztory w Chertsey, Milton Abbas, Peterborough, Ely i zakon żeński w Winchesterze.
Wszędzie, gdzie tylko mógł, propagował regułę benedyktyńską, jest również autorem pierwszego jej tłumaczenia z łaciny na angielski – Regularis Concordia. Cieszył się w swym dziele bezwarunkowym poparciem króla Edgara i jego żony Elfrydy.
Duży nacisk położył na edukację – sam osobiście uczył starszych uczniów w Winchesterze. Był również uważany za głównego mecenasa sztuki sakralnej i zakładał warsztaty artystyczne. Za jego czasów Winchester zasłynął jako najważniejsza szkoła rękopiśmiennictwa.
Etelwold znany jest również z przebudowy katedry w Winchesterze. Według legendy zdecydował się podnieść i powiększyć nawę świątyni w taki sposób, by w jej wnętrzu zamknąć grób św. Swituna.
Kiedy pod koniec panowania Edgara wyniknął spór o sukcesję po nim, Etelwold poparł Etelreda, podczas gdy Dunstan i Oswald zaliczali się do stronników Edwarda, który zasiadł na tronie jako pierwszy.
Etelwold od dłuższego czasu chorował. Śmierć dosięgła go 1 sierpnia 984 roku w Beddington. Został pochowany w krypcie Old Minister w Winchesterze. Kolejnym biskupem Winchesteru został Alphege. W 996 roku szczątki Etelwolda przeniesiono w pobliże ołtarza, co oznaczało translację i uznanie świętości jego osoby. Jego kult ograniczył się jednak tylko do Hampshire.
Wspomnienie liturgiczne Etelwolda przypada 1 sierpnia.